# كلوثو (بروتين)
كلوثو هو هرمون بروتيني يمكن أن يطيل حياة الفئران من 20 إلى 30%.
اكتشف ماكوتو كيروو عام 1997 في المعهد الوطني لعلوم الأعصاب في طوكيو جيناً جديداً يساهم في إطالة  عمر الفئران، إذا تمت ترجمته إلى بروتينات بمعدل أعلى، يؤدي خلل في هذا الجين إلى متلازمة تشبه في أعراضها أعراض التقدم في العمر عند البشر. الفئران المصابة بهذه المتلازمة لها متوسط عمر منخفض، وتكون عقيمة، وتتطور عندها أمراض شائعة عند كبار السن مثل تصلب الشرايين، هشاشة العظام والانتفاخ الرئوي.
جين الكلوثو يشفر لبروتين عبر غشائي يحتوي على دوميينات بروتين عبر غشائي. الكلوثو يرتبط كمرافق مستقبل مع العديد من المستقبلات لعامل النمو الليفي (fibroblast Growth Factor). حتى الآن تم اكتشاف 22 من عوامل النمو الليفي، ولكن فقط أربعة أنواع مختلفة من المستقبلات. ويعتقد بالتالي أن تخصص المستقبلات البروتينية يتم عبر مراقات المستقبلات. مثلا ارتبط الكوثو مع مستقبل عامل النمو الليغي 1، يجعل من امكان عامل النمو الليفي 23 أن يرتبط بالمستقبل. FGF23 أو عامل النمو تليفي 23 هو هرمون ينتج من العظام، الذي يعمل على إعادة امتصاص الفوسفات في الكلى، ويمنع إنتاج فيتامين د.
الفئران المحقونة بأحد الأجسام المضادة وحيدة النسيلة ضد كلوثو، لا تستجيب ل FGF23.
في الكلية
- يمنع كلوثو، إعادة امتصاص الفوسفات في النبيبات الكلوية القريبة عبر الترابط المباشر المستقبل FGF،
- ينظم كلوثو إعادة امتصاص الكالسيوم قنوات الكالسيوم TRPV5 في غشاء الخلية.
- يمنع كلوثو انزيم 1α-هيدروكسيلاز وبالتالي تفعيل 25(OH)فيتامين (أي فيتامين دي بمجموعة هدروكسيل في ذرة الكربون 25) إلى الكالسيتريول.

التأثير على نقل الكالسيوم والفوسفات إلى الكلى هو تآزري لتأثيرات هرمون الغدة الدرقية، في الجهة المقابلة تأثيره على بناء الكالسيتريول مناهض.
نطاق الكلوثو الخارج خلوية ينشق ويتحول إلى عامل سائل. بروتين الكلوثو المفرز ينظم العديد من مسارات الإشارات، بما في ذلك مسار الإنسولين/عامل النمو الشبيهة بالانسولين-1 IGF-1، والمسار ونت Wnt، وكذلك نشاط العديد من القنوات الأيونية. كما يحمي بروتين الكلوثو الخلايا والأنسجة من الاجهاد التأكسدي، الآلية لم يتم بعد توضيحها إلى الآن.
الفئران ذات الخلل في الجين FGF23 لديها تشابه كبير مع تلك ذات الخلل في جين كلوثو.
الفئران المعدلة جينيا بخلل في FGF23 والكلوثو تحمل العيوب التالية:
- انخفض مدى الحياة
- انخفض النضج الجنسي مع العقم.
- حداب
- تصلب الشرايين
- تكلسات الأنسجة الرخوة
- ضمور في الجلد
- تلف العضلات
- اختلال وظيفة الخلية T
- انتفاخ الرئة
- هشاشة عظام
- ضعف توازن العناصر الغذائية، وبخاصة توازن الكالسيوم-الفوسفات
- ضعف عملية الايض لفيتامين د.

بسبب هذه التغيرات تتضارب الأقوال بين مؤيد ومعارض لارتباط شيخوخة الجهاز الوعائي وفيتامين دي وتوازن الفوسفات.
في عام 2007 تم توصيف طفرة متماثلة الآلائل لجين الكلوثو لأول مرة لدى البشر. المصابة فتاة تبلغ من العمر 13 عاما وتطور لديها مرض كلاس المنشئ للسرطان مع تكلسات في الشريان الشريان السباتي الاصلي والسحية الخارجية (الأم الجافية). كانت هناك اضطرابات في عملية أيض المواد الغذائية مع مستويات مرتففة من الفسفور في مصل الدم، وفرط في كالسيوم الدم، وفرط جارات الغدة الدرقية وارتفاع FGF23. التعبير الجيني والإفراز للكلوثو كان منخفضا جدا من ما أدى إلى محدودية انتقال الإشارات من FGF23 عبر مستقبل FGF23.

## روابط
- الوراثة المندلية البشرية عبر الإنترنت (OMIM): 211900 (اللغة الإنجليزية).
- جمعية جيل المستقبل الإشارات
- دي بونو/محمدي/: FGFR1c وكلوثو (بالانجليزي)
- تقرير موقع ار تي في عن امكانيات المرض العلاجية
- تقرير قناة سكاي نيوز العربية (فديو)
- تقرير تلفزيون الآن (فديو)
- روتينات ربط مولد ضد بشرية تربط مستقبلات β -كلوثو، FGF ومعقدات منها (بحث موسع على هيئة مجلد PDF)